# Cara Fawn
Cara Fawn o Cheyenne Silver (San Clemente, California; 18 de julio de 1978) es una actriz pornográfica estadounidense.

## Premios y nominaciones
- 2000 XRCO Awards nominada para Best Group Scene[1]
- 2000 AVN Awards nominada para Best All Girl Sex Scene[2]
- 2000 Hot D'OR nominada para Best New American Starlet[3]